# اچ‌ام‌ای‌اس اکیوت (پی ۸۱)
اچ‌ام‌ای‌اس اکیوت (پی ۸۱) (به انگلیسی: HMAS Acute (P 81)) یک کشتی است که طول آن ۱۰۷٫۶ فوت (۳۲٫۸ متر) می‌باشد. این کشتی در سال ۱۹۶۷ ساخته شد.